# Municipio de Hardin (condado de Hardin)
El municipio de Hardin (en inglés: Hardin Township) es un municipio ubicado en el condado de Hardin en el estado estadounidense de Iowa. En el año 2010 tenía una población de 6344 habitantes y una densidad poblacional de 45,83 personas por km².

## Geografía
El municipio de Hardin se encuentra ubicado en las coordenadas 42°30′44″N 93°13′53″O / 42.51222, -93.23139. Según la Oficina del Censo de los Estados Unidos, el municipio tiene una superficie total de 138.43 km², de la cual 138.15 km² corresponden a tierra firme y (0.2%) 0.28 km² es agua.

## Demografía
Según el censo de 2010, había 6344 personas residiendo en el municipio de Hardin. La densidad de población era de 45,83 hab./km². De los 6344 habitantes, el municipio de Hardin estaba compuesto por el 94.62% blancos, el 2.27% eran afroamericanos, el 0.41% eran amerindios, el 0.63% eran asiáticos, el 0.02% eran isleños del Pacífico, el 1.01% eran de otras razas y el 1.04% pertenecían a dos o más razas. Del total de la población el 3.89% eran hispanos o latinos de cualquier raza.